# Katherine Paterson
Katherine Paterson (Qing Jiang, China, 31 de octubre de 1932) es una escritora estadounidense de literatura infantil.

## Biografía
Nació en China, el 31 de octubre de 1932. Fue hija de misioneros, pero debieron huir de China por la guerra contra Japón, estableciéndose en Estados Unidos en 1940. Obtuvo un grado en inglés en King College en Bristol, Tennessee. Luego pasó un año en una escuela rural de Virginia antes de graduarse. Posteriormente obtuvo una maestría y trabajó cuatro años como misionera en Japón. Ella y su marido, Juan, tienen cuatro niños (dos biológicos y dos adoptados) y siete nietos.
Su primera novela fue escrita mientras tomaba un curso de escritura creativa para adultos. Entre algunos de los premios que ha recibido se encuentran: el Premio Nacional del Libro, la medalla Jhon Newbery, el Premio Scott O‘Dell por Ficción Histórica (Jip, His Story); el Premio Hans Christian Andersen (por toda su obra, 1998); y el Premio Memorial Astrid Lindgren (2006). Katherine Paterson cree que los libros infantiles deben ocuparse de temas contemporáneos y realistas, por ello su obra se ve caracterizada por temas difíciles como la muerte de un ser querido.
Paterson es vicepresidenta de la Alianza Nacional de Libros y Literatura Infantil, una organización sin ánimo de lucro que aboga por la instrucción, la literatura y las bibliotecas. 
Su novela más conocida, Un puente a Terabithia ha sido adaptada en dos ocasiones al cine: una en 1985 y otra en 2007. La versión 2007 es una coproducción de Disney y Walden Media. Uno de los productores y guionistas para la versión de 2007 es uno de los hijos de Paterson: David L. Paterson, cuyo nombre aparece en la dedicatoria de este libro.